# Prisega Horacijev
Prisega Horacijev je slika francoskega slikarja Jacquesa-Louisa Davida (1748–1825). Delo je nastalo v Rimu leta 1784. Velikost slike je 335 x 427 cm. Spada v slikarsko smer neoklasicizem.

## Naročilo
Leta 1774 je David pridobil Prix de Rome s svojim delom Érasistrate découvrant la cause de maladie d'Antiochius (Erasistrat odkriva vzrok Antiohove bolezni). To mu je omogočilo, da ostane pet let (1775-1780) v Rimu kot študent francoske vlade. Po vrnitvi v Pariz je razstavljal svoje delo, ki ga je Diderot zelo občudoval; uspeh je bil tako odmeven, da mu je kralj Ludvik XVI. dovolil, da ostane v Louvru, zelo starem privilegiju, ki so si ga želeli umetniki. Tam je spoznal Pecoula, izvajalca stavbe in njegovo hčer, s katero se je poročil. Kraljevi asistent, Charles-Claude Flahaut de la Billaderie, je naročil Prisego Horacijev z namero, da je to alegorija o zvestobi državi in s tem kralju. David pa je odstopil iz dogovorjene scene in namesto tega slikal po svoje. Slika v Parizu ni bila zaključena, temveč v Rimu, kjer je Davida obiskal njegov učenec Jean-Germaine Drouais, ki je pred kratkim osvojil Prix de Rome. Davidova slika navsezadnje kaže na progresivna stališča, na katere so močno vplivale razsvetljenske ideje, ki so sčasoma prispevale k rušenju monarhije. Ko se je približala francoska revolucija, so se slike bolj sklicevale na zvestobo državi, namesto družini ali cerkvi. Naslikana pet let pred revolucijo, Prisega Horacijev odraža politične napetosti obdobja.
Leta 1789 je David naslikal sliko Liktorji prinašajo Brutu telesa njegovih sinov, ki je bila tudi kraljevo naročilo. Kmalu zatem je kralj odšel na morišče, ker je bil obtožen izdaje, kot sinovi Bruta in z glasom umetnika v narodni skupščini, ki je podprl usmrtitev Ludvika XVI.

## Simbolika teme
Na sliki je prikazana družina rimskega Horacija, ki je po Tita Livija Ab Urbe Condita Libri (Od ustanovitve mesta) izbran za ritualni dvoboj proti trem članom družine Curiatijev, družini iz Albe Longe, da bi rešili spore med Rimljani in slednjimi. Kot je grozila revolucija v Franciji, se je razkrilo slikanje, ki je pozivala na lojalnost državi, ne pa na plemenu ali duhovščini. Čeprav je bila naslikana skoraj štiri leta pred revolucijo v Franciji, je Prisega Horacijev postala ena od opredeljevalnih podob časa.
V sliki trije bratje izražajo svojo zvestobo in solidarnost z Rimom pred bitko, ko jih v celoti podpira njihov oče. To so moški, ki so pripravljeni živeti za patriotske dolžnosti. S svojim odločnim pogledom in napetimi, raztegnjenimi udi so utrdbe patriotizma. To so simboli najvišjih vrlin v Rimu. Njihova jasnost namena, ki ga odraža Davidova preprosta, a močna uporaba tonskih kontrastov, posreduje sliko in sporočilo o plemstvu patriotske žrtve, električno intenzivno. Vse to je v nasprotju z ženskami, ki so nežno sklonjene k joku in žalovanju, in čakajo na rezultate boja.
Mati in sestre so prikazane oblečene v svilena oblačila, ki se navidezno talijo v nežne izraze žalosti. Njihov obup je deloma posledica dejstva, da je bila ena sestra zaročena z enim od Curiatijev, druga pa sestra Curiatija, poročena z enim od Horacijevih. Po porazu je preostali Horacij odšel domov, da bi našel svojo sestro, ki je bila preganjana zaradi smrti njenega zaročenca. Ustrelil jo je, prestrašen, da je bil Rim preklet. Prvotno je David nameraval prikazati to epizodo, in ohranjena risba prikazuje preživelega Horacija, ki vihti svoj meč, s svojo sestro, ki leži mrtva. David se je kasneje odločil, da je ta tema preveč grozljiv način pošiljanja sporočila o javni dolžnosti, ki je premagala zasebni občutek, vendar je njegova naslednja večja slika, Liktorji prinašajo Brutu telesa njegovih sinov  prikazala podobno sceno - Lucija Junija Bruta, rimskega voditelja, žalujočega za svojimi sinovi. Brutovi sinovi so poskušali strmoglaviti vlado in obnoviti monarhijo, zato je oče odredil smrt, da bi ohranil republiko. To je bil predmet Voltairove tragedije Brutus, s katero so se Francozi seznanili.
Slika prikazuje tri brate na levi, oče Horacij v središču in tri ženske skupaj z dvema otrokoma na desni. Bratje so upodobljeni kako prisegajo (pozdravljajo) s svojimi meči. Moški nimajo občutka čustev. Celo oče, ki ima tri meče, ne kaže nobenega čustva. Na desni strani tri žene jokajo, ena v hrbet, dve pa bližje. Ženska, oblečena v belo, je Horacijeva, ki joka za zaročencem Curiatijem in njenim bratom; tisti, oblečena v rjavo, je Curiatijeva, ki joka za možem Horacijem in njenim brata. Ženska v ozadju v črni barvi ima dva otroka - od katerih je eden otrok moškega Horacija in njegove žene Curiatijeve. Mlajša hči skriva obraz v varuški, ker sin ne želi zaščititi oči. Po besedah Thomas Le Claire:
Ta slika zaseda izredno pomembno mesto v Davidovem opusu in v zgodovini francoskega slikarstva. Zgodba je bila vzeta od Livija. Smo v času vojn med Rimom in Albo, leta 669 pr. n. št.. Odločeno je bilo, da je treba spor med obema mestoma rešiti zaradi nenavadne oblike boja, s katerim bi se morale boriti dve skupini po tri šampioni. Obe skupini sta trije bratje Horaciii in trije bratje Curiatiji. Drama je bila v dejstvu, da je ena od sestr Curiatija, Sabina, poročena z enim od Horaciiev, medtem ko je ena od sestr Horacijev, Camilla, zaročena z enim od Curiatijev. Kljub povezavam med obema družinama Horacijev oče spodbuja sinove, da se borijo proti Curiatijem in ubogajo, kljub žalosti žensk. 

## Kompozicijska tehnika
Ta slika prikazuje neoklasicistični umetniški slog in uporablja različne tipične tehnike:
- Ozadje je nepoudarjeno, figure v ospredju pa so poudarjene.
- Prekrivajoči se vrstični profili so pogost motiv v klasični umetnosti in drugi stari bližnji vzhodni kulturi.
- Osrednja točka roke, ki se dotika mečev, je postavljena pred točko izginotja perspektivne sheme, ki jo poudarjata ravne črte robov zidnih blokov in talne plošče arhitekturnega okolja (glej shemo ).
- Uporaba dolgočasnih barv je pokazala pomembnost zgodbe za sliko ne same slike.
- Slika je jasno organizirana, prikazuje simboliko številke tri in samega trenutka.
- Osredotočenost na jasne, trde podrobnosti in pomanjkanje uporabe bolj drobnih čopičev, ki jih raje uporablja umetnost rokokoja.
- Čopiči so nevidni in slikarjeva tehnika ni prikazana kot odvračanje od predmeta
- Moški so vsi upodobljeni z ravnimi črtami, ki zrcalijo stebre v ozadju, ki označujejo njihovo togost in moč, medtem ko so ženske vse ukrivljene, kot so oboki, ki jih držijo stebri.
- Uporaba ravnih črt za prikaz moči se kaže tudi v mečih, od katerih sta dva ukrivljena, medtem ko je en raven, morda namig, da bo preživel samo en brat.
- Brat, ki je najbližji gledalcu (verjetno namenjen izključno preživeli), je oblečen v barve, ki se ujemajo z očetom, medtem ko je oblačilo drugih bratov zakrito, vendar se zdi, da posnemajo barve, ki jih nosijo ženske.
- Zamrznjena kakovost slike je namenjena tudi poudarjanju racionalnosti, za razliko od rokokojevega sloga.
- Edino čustvo, ki je prikazano, je od žensk, ki jim je dovoljeno čutiti, medtem ko moški kažejo stojno odločenost, da opravijo svojo nalogo.
- Da prikazuje moralno zgodbo, ki spodbuja državljansko dolžnost nad osebno, odraža vrednote razsvetljenstva in neoklasicistični idealizem